# Jaworzyna Śląska (stacja kolejowa)
Jaworzyna Śląska – stacja kolejowa w Jaworzynie Śląskiej, w województwie dolnośląskim, w Polsce. Według klasyfikacji PKP ma kategorię dworca aglomeracyjnego.
Stacja jest stacją graniczną tzw. dużej aglomeracji wrocławskiej Wrocławskiej Kolei Aglomeracyjnej.
Na tej stacji funkcjonuje także Muzeum Przemysłu i Kolejnictwa na Śląsku, gdzie przechowywane są odrestaurowane parowozy oraz pierwszy i jedyny zachowany egzemplarz lokomotywy EP23 oraz czynna lokomotywownia.

## Ruch pasażerski
| Rok  | Wymiana pasażerska na dobę |
| ---- | -------------------------- |
| 2017 | 700-999                    |
| 2018 | 500-699                    |
| 2019 | 500-699                    |
| 2020 | 500-699                    |
| 2021 | 700-999                    |
| 2022 | 700-999                    |
| 2023 | 1000                       |

## Połączenia
- Gdynia Główna
- Jelenia Góra
- Kamieniec Ząbkowicki
- Legnica
- Szklarska Poręba Górna
- Wałbrzych Główny
- Warszawa Wschodnia
- Wrocław Główny

## Galeria

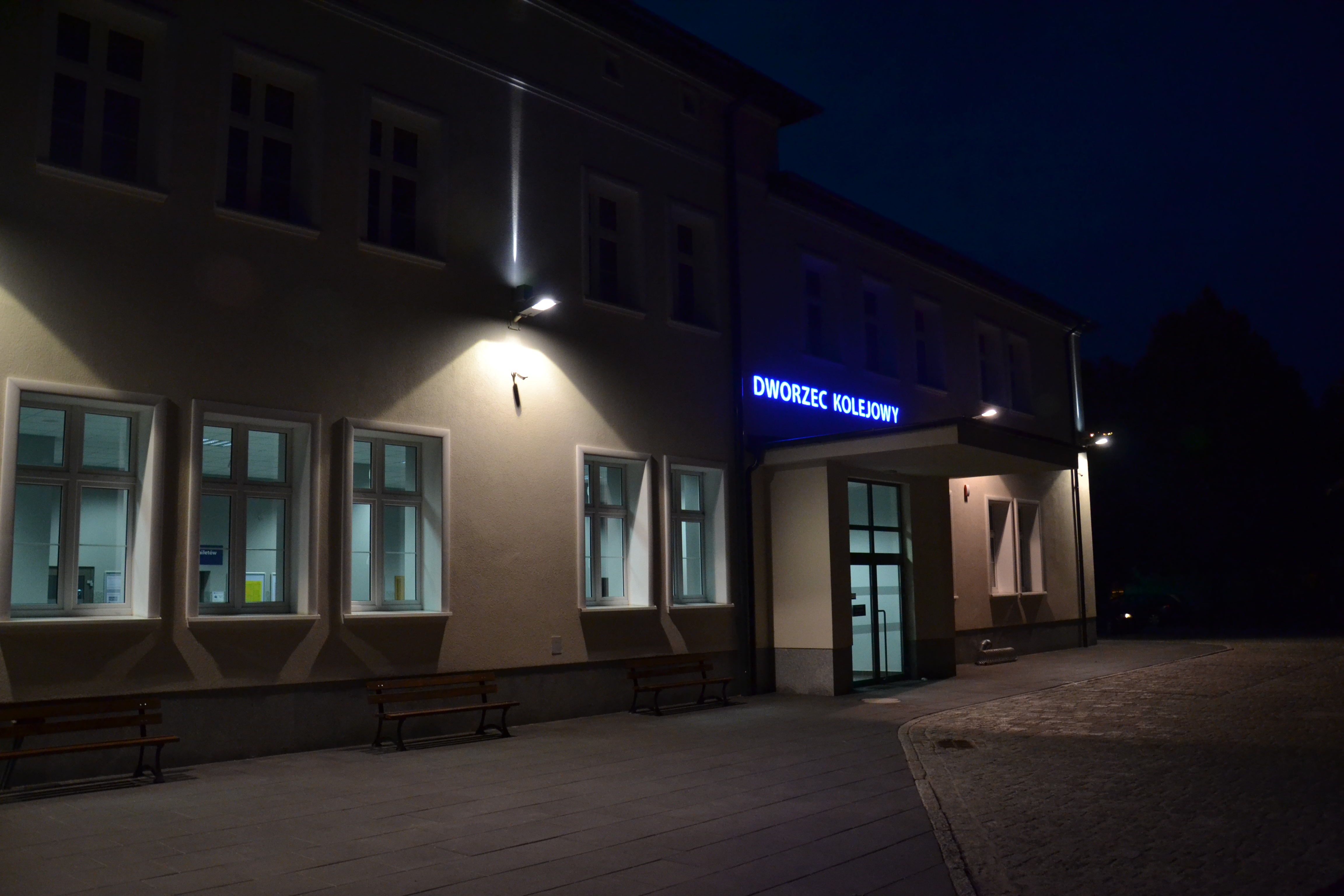
Wejście na dworzec
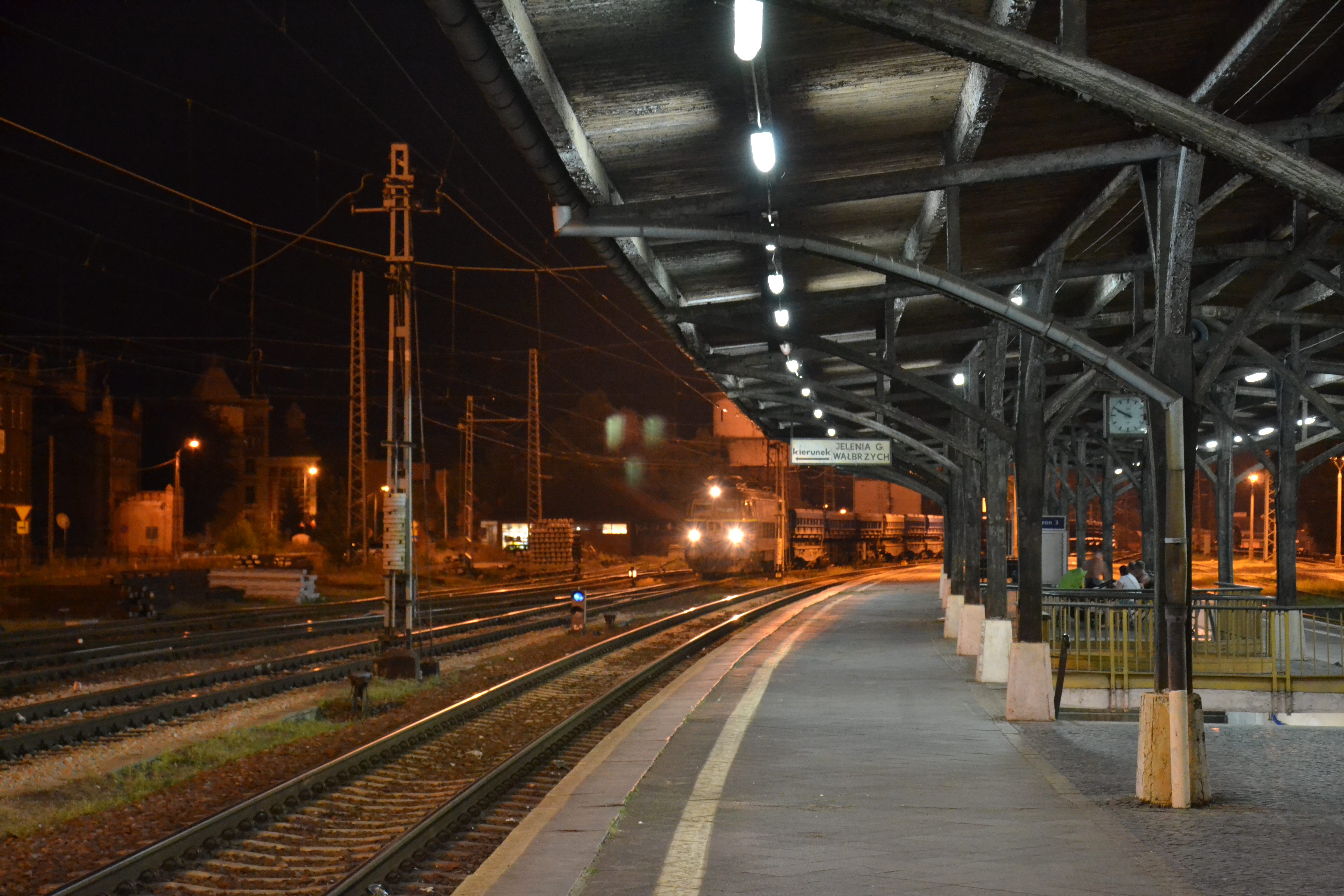
Perony
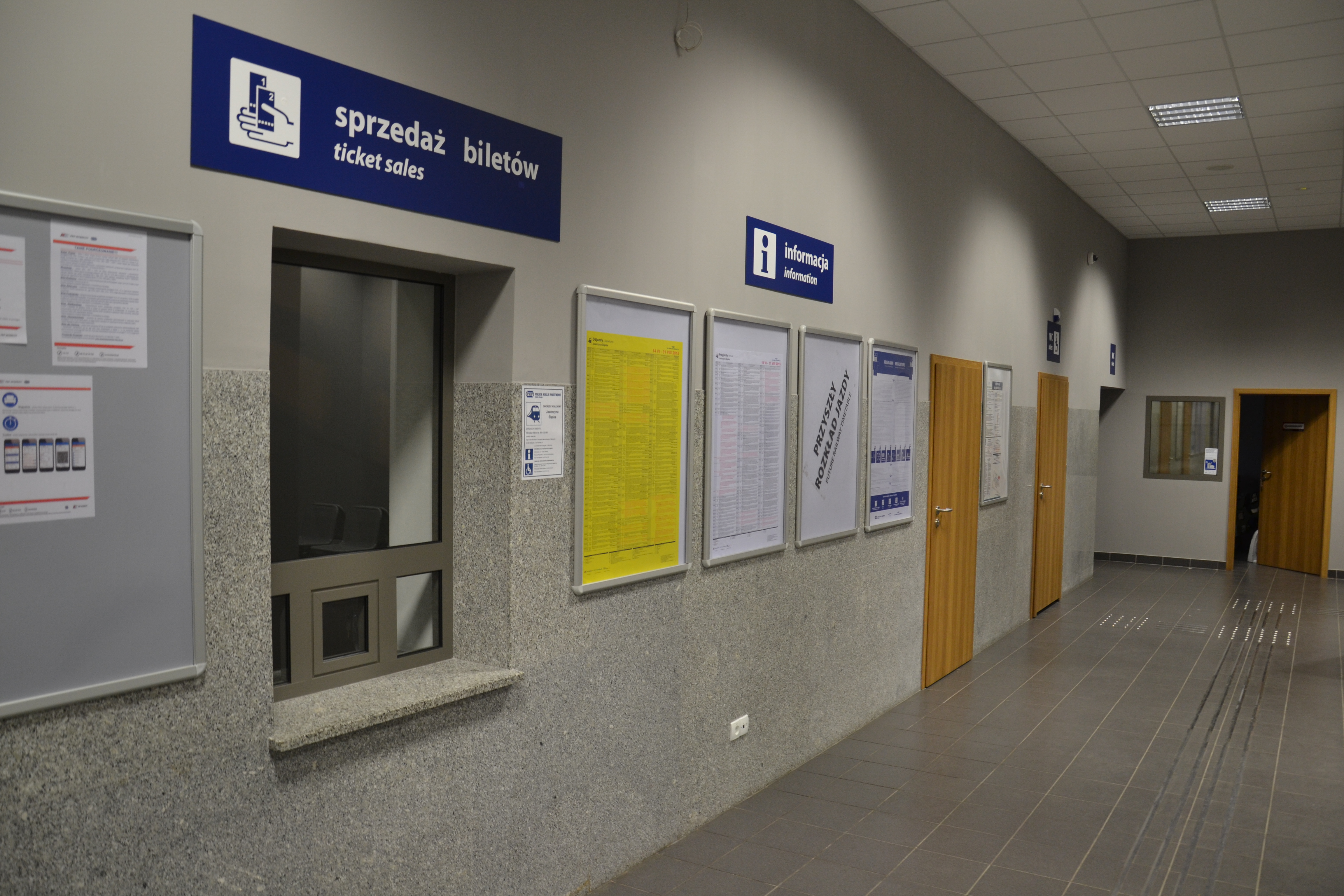
Kasa biletowa
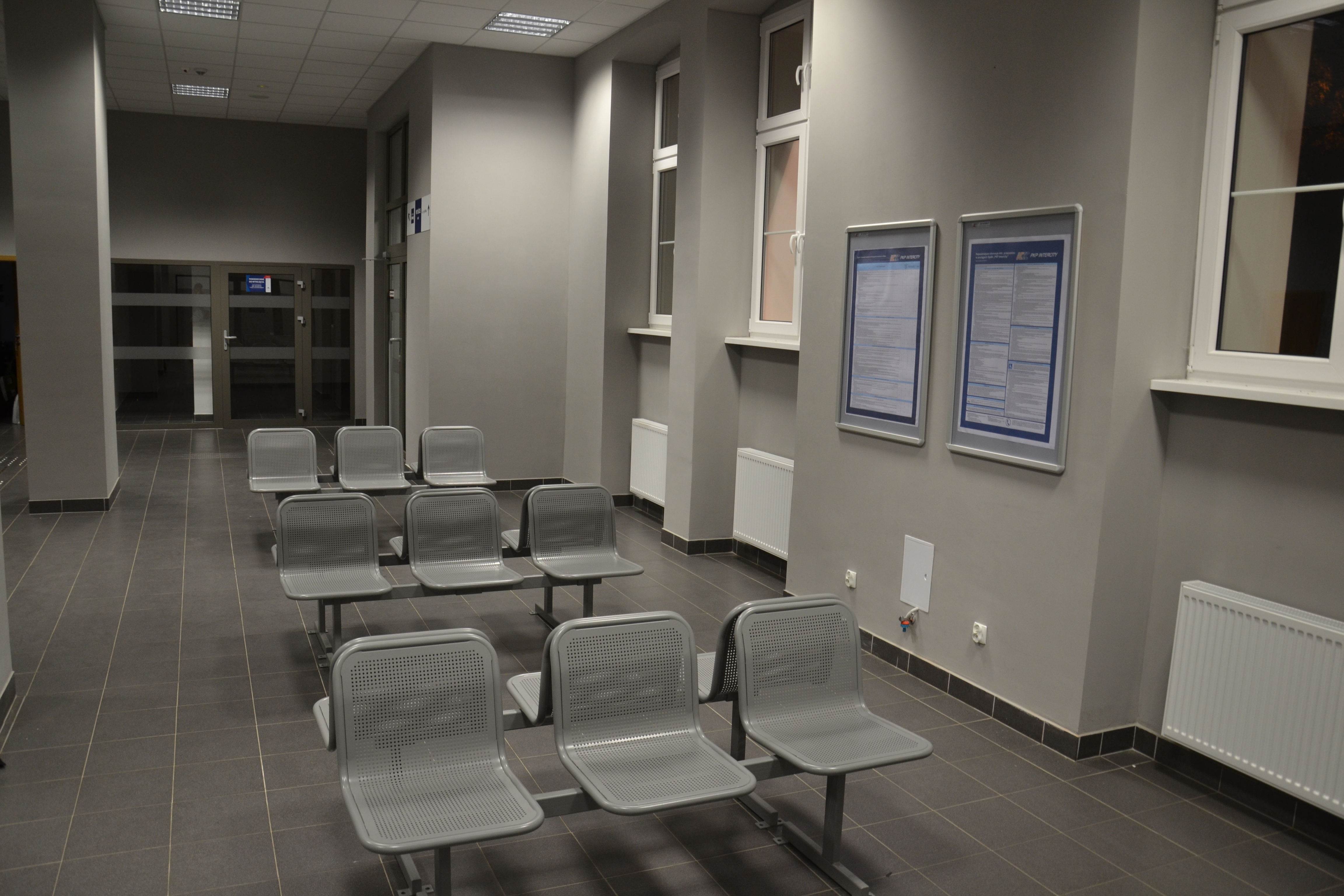
Poczekalnia